# Michael Quiñónez
Michael Jackson Quiñónez (Santo Domingo, 21 de junho de 1984) é um jogador equatoriano de futebol. Atua como meia.

## Carreira
Em fevereiro de 2008, Quiñónez foi contratado pelo Santos. O vínculo era de três anos, com opção de renovação por mais dois. Foi apresentado oficialmente no dia 9.
Fez o gol mais importante do Santos em 2008 contra o Internacional, na 35ª rodada do Campeonato Brasileiro. O jogador entrou no final do segundo tempo e arriscou um chute que bateu em Gustavo Nery e enganou o goleiro Lauro. A vitória por 1x0 evitou que o Santos fosse rebaixado. Foi seu único gol pelo clube, no qual atuou em 15 jogos.
Em janeiro de 2009, o jogador acertou a rescisão de contrato e foi para o El Nacional.